# Jürgen Wehrmann
Jürgen Wehrmann (* 13. Dezember 1917 in Stettin; † 15. April 1998) war ein deutscher Agrarwissenschaftler und Professor für Pflanzenernährung. Er war ab 1967 Lehrstuhlinhaber und von 1970 bis 1972 Rektor der Technischen Universität Hannover.

## Leben
Der Sohn eines Anwalts entschied sich nach dem Gymnasium 1936 für eine Laufbahn als Offizier. Bei Ende des Zweiten Weltkriegs war er Stabsoffizier im Range eines Majors in der 547. Volksgrenadier-Division. Nach Kriegsende absolvierte Wehrmann Praxis und Studium und erwarb 1950 das landwirtschaftliche Diplom an der Universität Kiel. Dort wurde er 1953 am Institut für Pflanzenernährung und Bodenkunde zum Dr. agr. promoviert. Nach seiner Habilitation in München war er als Direktor des Instituts für Bodenkunde und Standortslehre der Forstlichen Forschungsanstalt München und der Universität München tätig. 1965 wurde er außerplanmäßiger Professor an der Universität München und Direktor des Instituts für Humuswirtschaft der Forschungsanstalt für Landwirtschaft Braunschweig-Völkenrode. 1967 erhielt er den Lehrstuhl für Pflanzenernährung an der Technischen Universität Hannover. Von 1970 bis 1972 war Wehrmann Rektor der Technischen Universität Hannover. Wehrmann lebte in Everloh und wurde 1987 emeritiert.

## Wissenschaftliche Leistung
In den Jahren 1974–1977 entwickelten Wehrmann und Hans-Christof Scharpf am Institut für Pflanzenernährung die Nmin-Methode, das erste praxistaugliche Verfahren zur Bestimmung der notwendigen Stickstoffdüngung für Kulturen in der Landwirtschaft und im Gartenbau. Die Nmin-Methode war Gegenstand der durch J. Wehrmann betreuten Dissertation von H.-C. Scharpf mit dem Titel "Der Mineralstickstoffgehalt des Bodens als Maßstab für den Stickstoffdüngerbedarf" im Jahr 1977. Die Nmin-Methode wird in der Festschrift zum 125-jährigen Jubiläum des Verband Deutscher Landwirtschaftlicher Untersuchungs- und Forschungsanstalten e. V. (VDLUFA) als eine der 10 wegweisenden Erkenntnisse der modernen Agrikulturchemie und Landbauwissenschaften der vergangenen 100 Jahre genannt.

## Schriften
- Mangan, Kupfer und Kobalt in Pflanzen und Böden schleswig-holsteinischer Weidegebiete. Dissertation. Universität Kiel, 1953.
- mit Hans-Christof Scharpf: Sachgerechte Stickstoffdüngung. Schätzen, kalkulieren, messen. AID, Bonn 1982. 4. Auflage 1991.
- mit Hans-Christof Scharpf: Nitrat in Grundwasser und Nahrungspflanzen. AID, Bonn 1983. 6. Auflage 1991.